# 傑里和普萊森特維尤 (北卡羅萊納州)
傑里（英語：Jerry）和普萊森特維尤（英語：Pleasant View）是位於美國北卡羅萊納州蒂勒爾縣的兩個相鄰非建制地區。

## 歷史
傑里的郵局於1901年設立，其後於1927年停運。

## 地理
傑里和普萊森特維尤所處的海拔皆為高於海平面1米（即3英呎），而該地所採用的時區為UTC-5，即北美东部时区（EST）。同時該地設有夏令時間，為UTC-5調快一小時，即UTC-4（EDT）。